# Quint-Fonsegrives
 Quint-Fonsegrives  es una población y comuna francesa, en la región de Mediodía-Pirineos, departamento de Alto Garona, en el distrito de Toulouse y cantón de Toulouse-8.

## Demografía
| 301 | 749 | 2247 | 2711 | 3261 | 4478 |
| Para los censos de 1962 a 1999 la población legal corresponde a la población sin duplicidades (Fuente: INSEE [Consultar]) |     |      |      |      |      |